# Gustav von Duvernoy

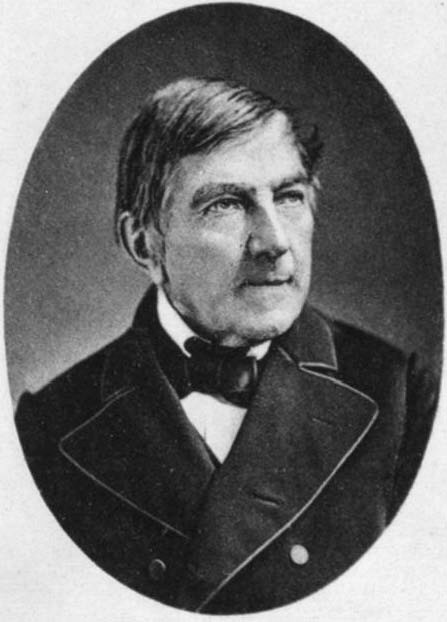
Porträt von Gustav von Duvernoy

Gustav Heinrich von Duvernoy (* 9. Juli 1802 in Stuttgart; † 24. Dezember 1890 ebenda) war ein württembergischer Jurist, Privatgelehrter und liberaler Politiker.

## Leben
Nach dem Besuch des Gymnasiums in Stuttgart studierte Gustav Duvernoy von 1820 bis 1824 Jura an den Universitäten Tübingen und Jena. In Tübingen schloss er sich der Burschenschaft Germania an, in Jena vermutlich der Jenaer Burschenschaft.
An der Universität in Tübingen legte er eine Dissertation mit dem Titel Über die Königswürde bei den Germanen vor, mit der er zum Dr. jur. promovierte. Noch bis 1829 arbeitete er als Assistent an der Universität, ehe er nach dem Tod seines Bruders Louis Duvernoy wieder nach Stuttgart übersiedelte. Er wohnte bis zu seinem Lebensende als Privatgelehrter in einer bescheidenen Dachstockwohnung des Geschäftshauses Materialwaren Duvernoy in der Friedrichstraße.

## Politisches Wirken
Inspiriert durch die liberalen Oppositionsführer Ludwig Uhland, Paul Pfizer und Friedrich Römer trat er im Oberamt Öhringen mit Erfolg zur württembergischen Landtagswahl an. Der im Januar 1833 eröffnete Landtag wurde wegen der Motion Pfizers gegen die Karlsbader Beschlüsse bereits im März wieder aufgelöst und ging als vergeblicher Landtag in die Geschichte ein. Duvernoy zog erneut im Mai 1833 als einer der wenigen Oppositionspolitiker in die Kammer der Abgeordneten ein und blieb dort über mehrere Wahlperioden bis zum März 1848. Er trat für die Durchsetzung der verfassungsmäßig garantierten Pressefreiheit, milde Bestimmungen in der neuen Strafprozessordnung und den Aufbau des württembergischen Eisenbahnwesens ein. In der Öffentlichkeit bekannt wurde er 1845 durch seine Plädoyers für ein von Dänemark unabhängiges Schleswig-Holstein. Ab 1835 gehörte Duvernoy mit einigen Unterbrechungen dem Stuttgarter Stadtrat an und wurde als Waisenrichter tätig. Als sich König Wilhelm im Zuge der Märzrevolution 1848 gezwungen sah, liberale Minister in die Regierung aufzunehmen, fiel die Wahl auch auf Duvernoy, der vom 9. März 1848 bis zum 19. Oktober 1849 dem Ministerium Römer als Staatsrat und Leiter des württembergischen Departements des Inneren angehörte. Diese Position entsprach der eines Innenministers. Während seiner Regierungstätigkeit brachte er das Gesetz über die Volksversammlungen, das Gesetz für die Volksbewaffnung und das erste Gesetz über die Ablösungen von Wegezöllen zustande. Im April 1849 kam es zu Auseinandersetzungen der liberalen Minister mit König Wilhelm in der Frage der Anerkennung der von der Nationalversammlung in Frankfurt beschlossenen Reichsverfassung. Württemberg stimmte der Verfassung am 28. April 1849 zu. Am 1. Juli 1849 wurde ein Wahlgesetz mit Stimmrecht für jeden volljährigen Steuerzahler verabschiedet. Das Gesetz sollte ursprünglich nur für die Verfassungrevidierenden Landesversammlungen gelten, konnte aber auch danach beibehalten werden. Von 1851 bis 1868 war Duvernoy erneut Mitglied der Abgeordnetenkammer, diesmal für die Wähler im Oberamt Schorndorf. Von 1857 bis 1861 und 1864 bis 1868 war Duvernoy Vizepräsident der Abgeordnetenkammer. Ab 1866 war er ein Anhänger der Kleindeutschen Lösung.

## Engagement in der evangelischen Landeskirche
Ab 1851 gehörte Duvernoy dem Stuttgarter Pfarrgemeinderat der evangelischen Kirche an und von 1869 bis 1886 der Landessynode, deren erster Präsident er war. Nach dem Ende seiner Zugehörigkeit zum Landtag konnte der überzeugte Protestant sich dieser neuen Aufgabe mit großer Gewissenhaftigkeit hingeben.

## Familie
Die Familie Duvernoy stammte aus der Grafschaft Mömpelgard. Gustav Duvernoys Vater David von Duvernoy (* 1757; † 1819) war württembergischer Offizier und Regimentsquartiermeister, der 1807 zum Kriegsrat und 1817 zum Oberkriegsrat avancierte. Duvernoys Mutter Rosine geborene Hartenmeyer (* 1759; † 1810) brachte sieben Kinder zur Welt. Gustav Duvernoy selbst blieb zeitlebens ledig und hatte keine Kinder.

## Werke
- Gesetze in Betreff der Beeden (steuerartige Abgaben)  und ähnlicher älterer Abgaben, der Ablösung der Frohnen und der Entschädigung der berechtigten Gutsherrschaften für die Aufhebung der leibeigenschaftlichen Leistungen im Königreich Württemberg vom 27., 28. und 29. Oktober 1836, Handausgabe mit Erläuterungen und ausführlichem Sachregister, Stuttgart 1836